# More
more — утилита терминальный пейджер, используется для просмотра содержимого текстовых файлов. Присутствует как в операционных системах, основанных на Unix, так и в других операционных системах. В отличие от less, more выводит содержимое файла на экран отдельными страницами. Для перехода на следующую страницу используется клавиша Пробел. Нажатие на клавишу ↵ Enter приводит к смещению вниз на одну строку. Кроме клавиш Пробел и ↵ Enter, в режиме паузы ещё некоторые клавиши действуют как управляющие (например, клавиша В возвращает текст на один экран назад). Выйти из режима просмотра можно с помощью клавиши Q. Обо всех опциях команды more можно прочитать на справочной странице man.

## Windows
Команда может использоваться для постраничного просмотра файлов или вывода других команд (через перенаправление ввода-вывода). Для перехода на следующую страницу используется клавиша Пробел. Нажатие на клавишу ↵ Enter приводит к смещению вниз на одну строку. В режиме расширенной функциональности (с ключом /e) могут использоваться команды для перехода на определённое число строк вперёд и назад.